# Igreja de Todos os Santos (Patcham)
A Igreja de Todos os Santos (em inglês:  All Saints Church) é uma igreja paroquial anglicana situada em Patcham, uma antiga vila de Sussex, actualmente parte da cidade inglesa de Brighton and Hove. É um Listed building de Grau II* datado do século XIII com características normandas.